# Javier López Vallejo
Javier López Vallejo (Pamplona, 22 settembre 1975) è un ex calciatore spagnolo, portiere.

## Carriera
Javier López Vallejo è cresciuto nell'Osasuna, la squadra più importante della sua città natale, Pamplona. Nel 1993 è stato promosso in prima squadra ed ha giocato una partita nella stagione 1993-1994 che si è conclusa con la retrocessione dell'Osasuna. È rimasto anche in Segunda División e nel 1995 è diventato titolare.
Nel 1999 è passato al Villarreal, con cui ha ottenuto subito la promozione in massima serie.
Con El submarino amarillo ha vinto due Coppe Intertoto consecutive, nel 2003 e nel 2004 e dopo aver collezionato più di 100 presenze ha lasciato il club nel 2006.
Nella stagione 2006-2007 ha giocato nel Recreativo Huelva come titolare, collezionando 30 presenze.
Nella stagione successiva è passato al Real Saragozza. Ha giocato due partite nel primo campionato, che è finito con la retrocessione degli aragonesi. Nella stagione successiva ha giocato come titolare in Segunda División e ha ottenuto la promozione in massima serie per la stagione 2010-2011, durante la quale ha giocato solo 7 partite, essendo il sostituto di Juan Pablo Carrizo. A gennaio si è svincolato e si è trasferito in Grecia.
Ha giocato nel Levadiakos fino al termine della stagione 2009-2010, debuttando il 31 gennaio contro l'Asteras Tripolis. In totale ha giocato 10 partite ed ha subito 11 gol, non riuscendo ad evitare la retrocessione in seconda serie.
Nell'estate del 2010 è passato al Kavala, squadra che milita nella Souper Ligka Ellada, come sostituto di Fanīs Katergiannakīs. Ha esordito il 18 settembre, alla terza giornata di campionato, contro il  Panathīnaïkos. In totale in tutto il campionato ha giocato solo tre partite.

## Palmarès

### Club

#### Competizioni nazionali
- Coppa Intertoto UEFA: 2

Villarreal: 2003, 2004